# گیره میل‌پرچمی

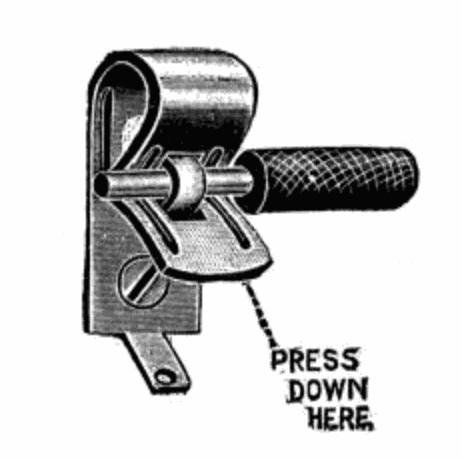
یک گیره میل‌پرچمی، که نشان می‌دهد چگونه یک سیم لخت‌شده را می‌گیرد. همان‌طور که نشان داده شده‌است، می‌توان آن را با فشار دادن زبانه به پایین آزاد کرد.

گیره میل‌پرچمی یا فان‌استوک یک نوع اولیه پایانه الکتریکی گیره فنری برای اتصال به سیم‌های لخت است. هنوز هم در کیت‌های الکترونیکی آموزنده و آزمایشگاه‌های آموزشی در مدارس استفاده می‌شود. این به گونه ای طراحی شده‌است که سیم لخت را به‌طور ایمن بگیرد، اما با فشار یک زبانه آن را آزاد کند. این گیره در ۲۶ فوریه 1907 توسط جان شید جونیور به ثبت رسید و به شرکت الکتریک فان‌استوک واگذار شد.

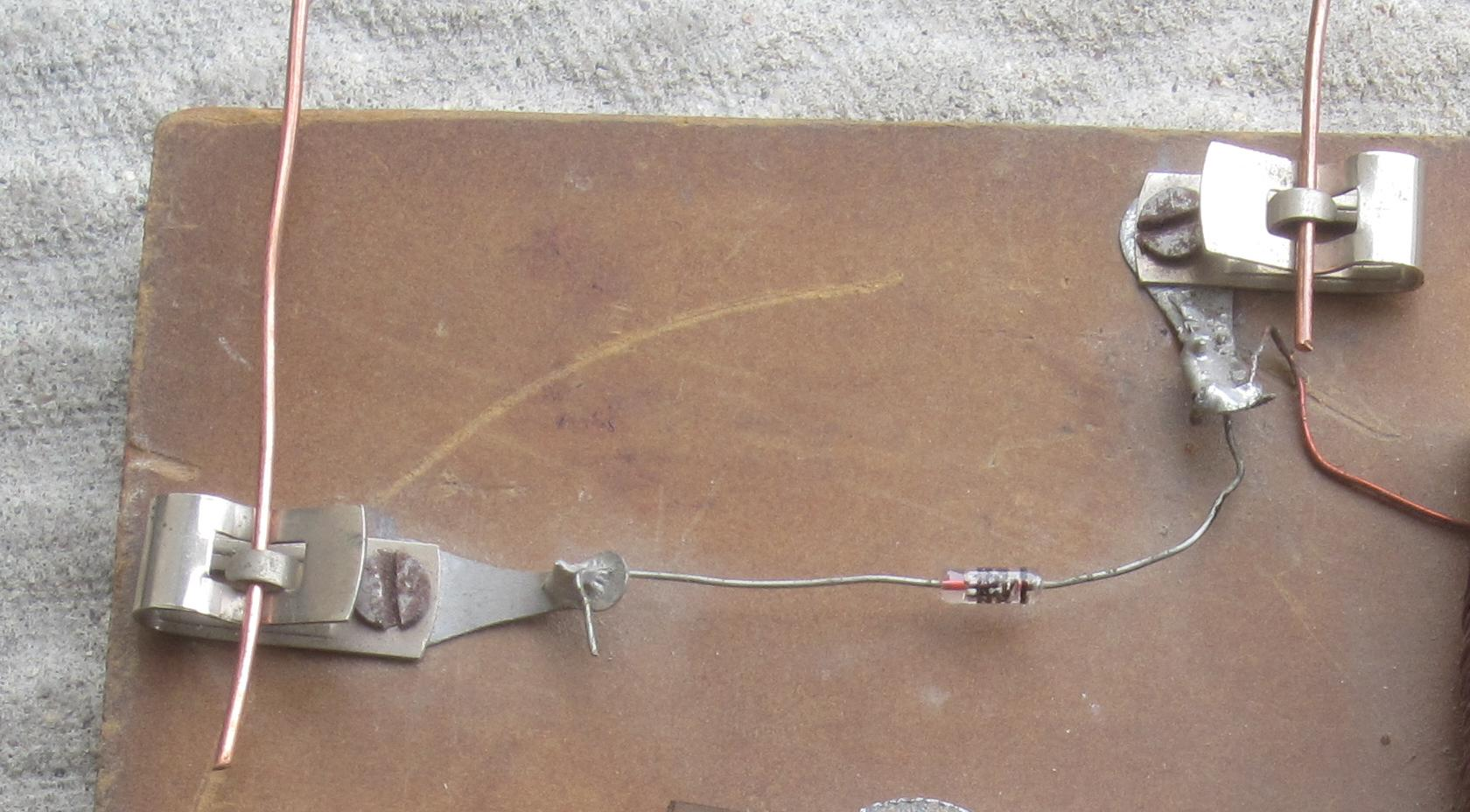
گیره‌های میل‌پرچمی در رادیو کریستالی خانگی، ساخته‌شده به سبک بردبوردی. آشکارساز دیود امروزی بین گیره‌ها نصب‌شده‌است.

گیره‌های میل‌پرچمی در ساخت بردبورد گیرنده رادیویی اولیه، اتصالات برق قطار مدل و موارد مشابه دیده می‌شد. آنها همچنین در باتری‌های اولیه خشک موجود بودند. امروزه، آنها تا حد زیادی با تیرک‌های دورپیچ جایگزین شده‌اند. با این حال، آنها همچنان در مدارس ابتدایی مورد استفاده قرار می‌گیرند، زیرا سهولت استفاده و اتصالات قابل مشاهده آنها را به روشی محبوب برای مربیان علوم تبدیل می‌کند تا ایجاد مدارهای ساده را آموزش دهند و اکثر گروه‌های فیزیک دانشگاه هنوز آنها را روی لوازم دارند.